# Babele, Munții Bucegi
Babele sunt formațiuni stâncoase situate în apropiere de vârful Baba Mare (2292 m), situat în masivul Bucegi din Carpații Meridionali. Important obiectiv turistic, Cabana Babele este situată sub vârful cu același nume și este punctul de plecare central în drumețiile din munții Bucegi.
Babele sunt „martori de eroziune”, formate prin erodarea eoliană diferențiată a diferitelor strate geologice în care sunt sculptate (conglomerate cretacice) și se găsesc în imediata vecinătate a cabanei cu același nume. Ciupercile de piatră numite „Babele” — monumente ale naturii — aflate chiar în fața cabanei, precum și Sfinxul din imediata apropiere, constituie atracții importante, explicând afluența turiștilor la cabana Babele.

## Accesibilitate
Accesul este posibil cu telecabina Bușteni-Babele din Bușteni sau cu piciorul de la Bușteni pe Valea Jepilor sau pe creasta Bucegilor de la cabana Piatra Arsă. 
Din Bușteni pornește poteca marcată cu triunghi albastru pe văile Urlătoarea Mică și Urlătoarea Mare până în apropiere de cantonul Jepi. În continuare, urmează o potecă de legătură marcată cu triunghi roșu până sub Vârful Ciocârlia (2025 m), unde întâlnește drumul marcat cu bandă galbenă ce urmează linia telefonică până la cabana Babele. Durata traseului este de aproximativ 5 ore. Traseul Bușteni–cantonul Jepi este recomandat de parcurs doar vara.

## Interpretări

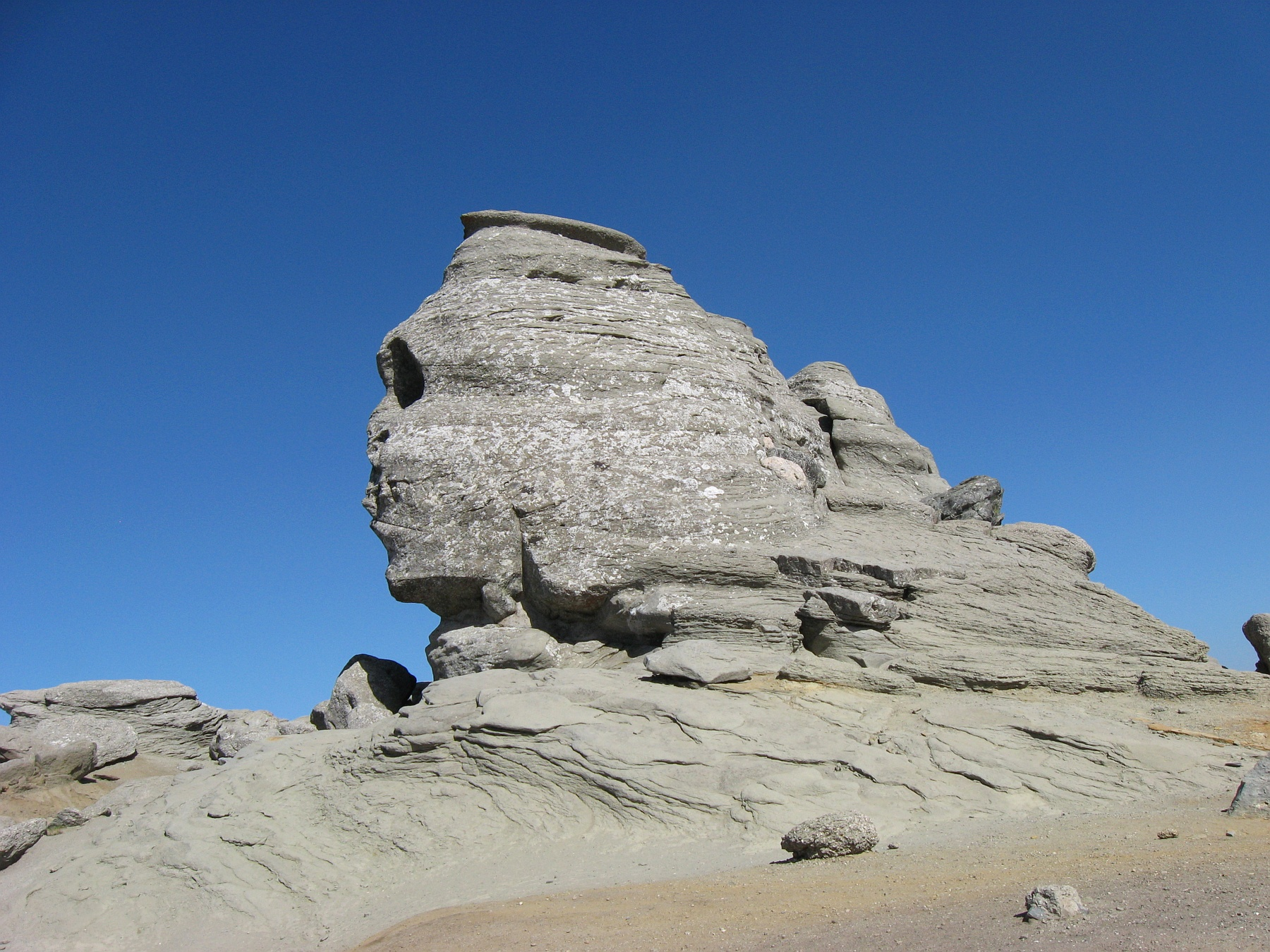
Sfinxul

Păstrând legătura cu Sfinxul, Babele au fost supranumite „Altarele ciclopice din Caraiman”, fiind închinate Pământului și Cerului, Soarelui și Lunii, ca și lui Marte, zeu al războiului și al agriculturii. Despre apariția lor s-au format legende și teorii. Unii cercetători apreciază că agenții modelatori au fost apa și vântul cu sprijinul înghețului și dezghețului. Se are în vedere și alternanța rocilor, gresii și calcare de pe platou. Însă nu poate fi negată intervenția umană la finisarea formelor mai mult sau mai puțin regulate. Până acum, nici o dovadă științifică nu a putut explica pe de-a întregul acest fenomen și, astfel, legendele în jurul acestor stânci se dezvoltă în continuare.

## Galerie imagini

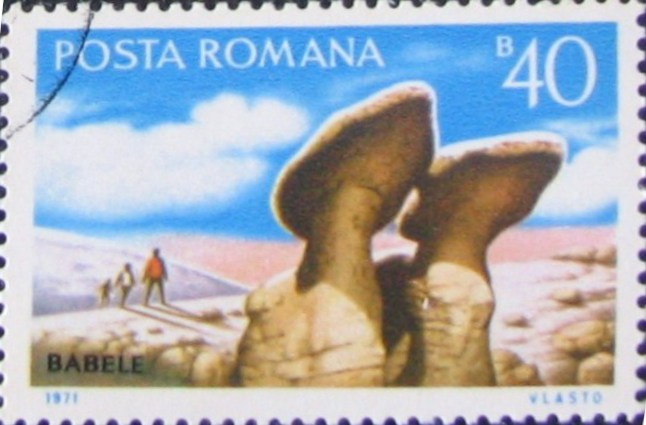
Timbru poștal românesc
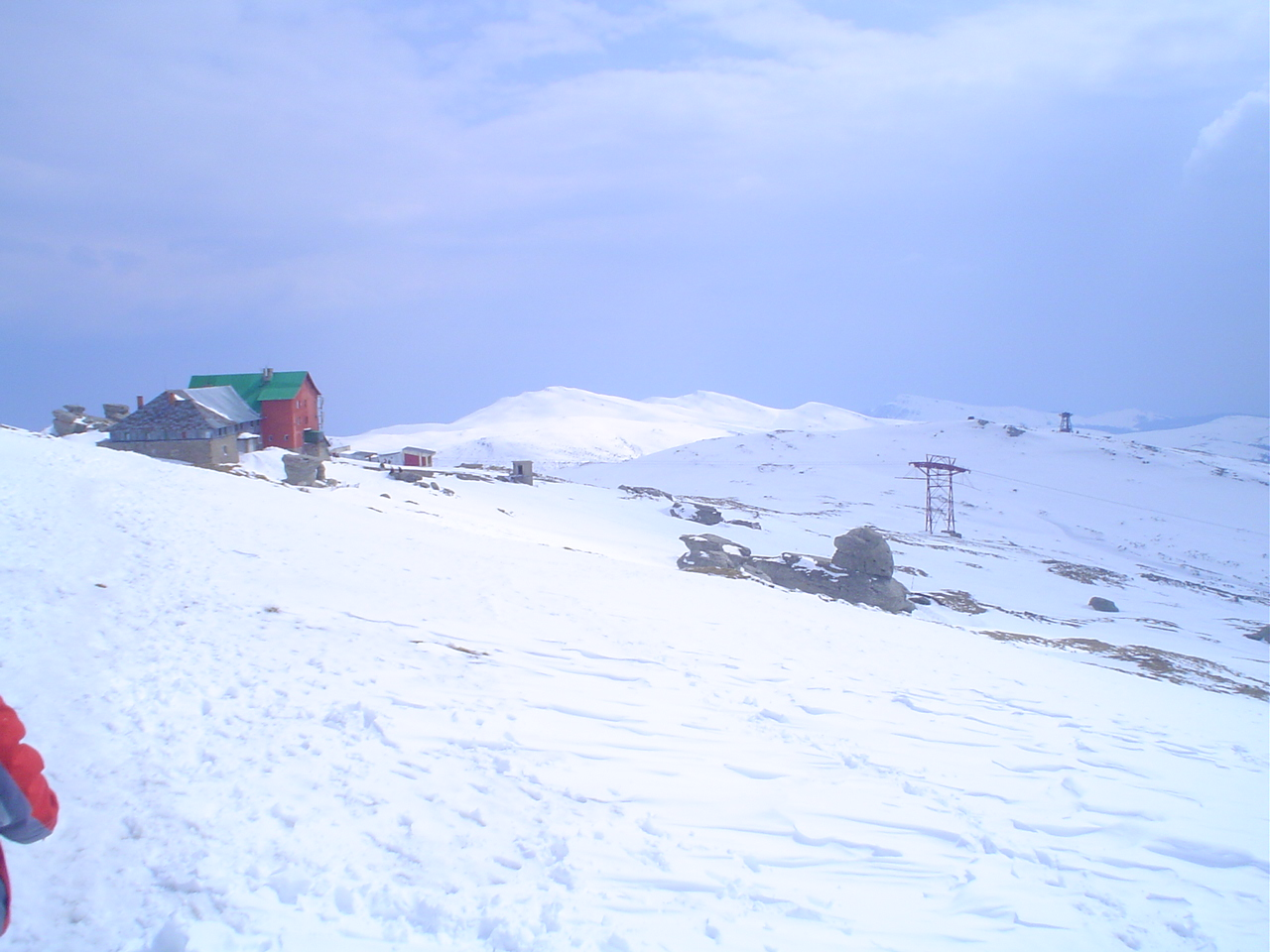
Cabana Babele din Munții Bucegi
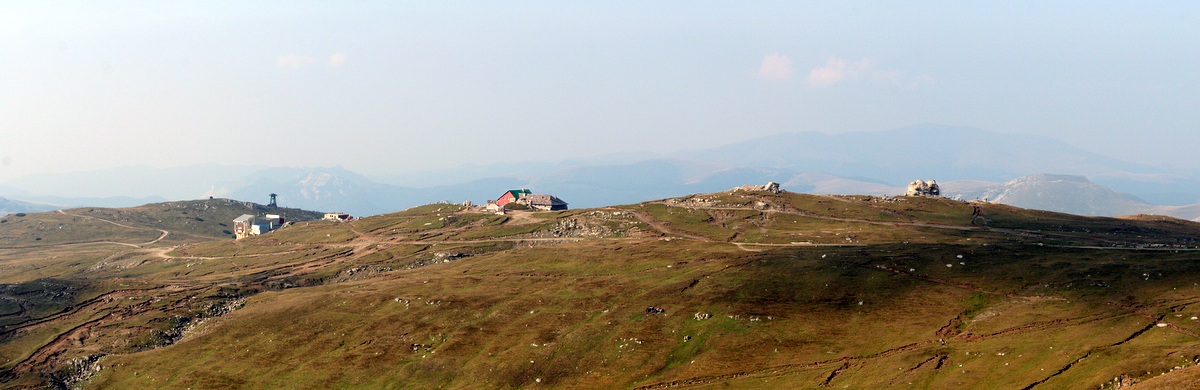
Platoul Bucegi
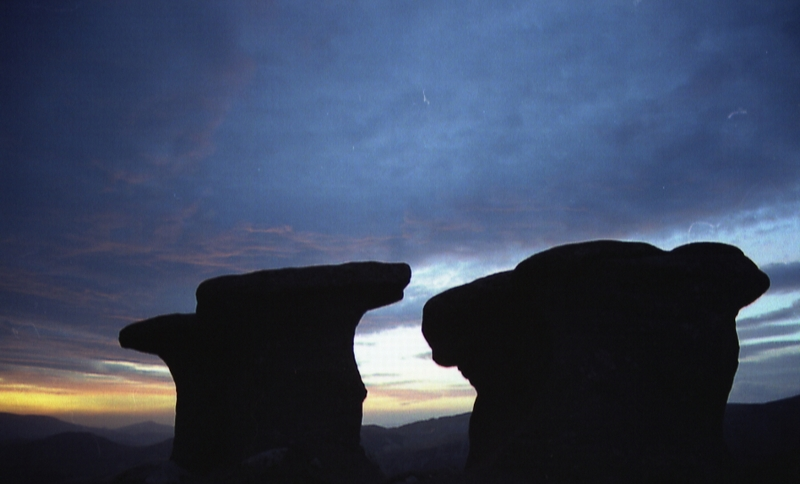
Babele din Munții Bucegi

1. ↑  Stoian, Gabriel (2020). Dicționar geografic al județului Prahova. Ploiești - Mileniul III. p. 30.